# Affalterbach
Affalterbach est une commune de Bade-Wurtemberg (Allemagne), située dans l'arrondissement de Ludwigsbourg, dans la région de Stuttgart, dans le district de Stuttgart.

## Évolution démographique
| Année      | 1525 | 1703 | 1802 | 1864 | 1939 | 2005 |
| ---------- | ---- | ---- | ---- | ---- | ---- | ---- |
| Population | 270  | 344  | 1033 | 1532 | 1034 | 4625 |

## Jumelage
- Neuhausen/Erzgeb. (Allemagne)
- Téglás (Hongrie)

## Économie
Affalterbach est le siège du préparateur allemand Mercedes-AMG installé depuis 1978.